# 5711 Eneev
5711 Eneev este o planetă minoră (asteroid), cu un diametru de 38,81 km, din centura de asteroizi. A fost descoperită pe 27 septembrie 1978 la Observatorul Astrofizic din Crimeea⁠(d) de Liudmila Cernîh. 
Obiectul prezintă o orbită caracterizată de o semiaxă mare de 3,9447698 UAi, o excentricitate de 0,16, o înclinație de 6,3682 ° în raport cu ecliptica.